# Marlborough Road (metropolitana di Londra)
Marlborough Road è una stazione fantasma della metropolitana di Londra, situata sulla linea Metropolitan tra le odierne stazioni di Baker Street e Finchley Road.

## Storia
Marlborough Road aprì il 13 aprile 1868 sulla Metropolitan & St. John's Wood Railway, la prima estensione verso nord della Metropolitan Railway, oggi linea Metropolitan. Alcune volte, sulle cartine, la mappa era segnata come Marlboro Road per aumentare lo spazio disponibile per eventuali altri nomi.
La stazione si trovava all'incrocio fra Finchley Road e Queen's Road (oggi rinominata Queen's Grove). Prendeva il nome dalla vicina Marlborough Road, a sua volta rinominata Marlborough Place negli anni cinquanta.
La stazione, quando era aperta, era usata soprattutto durante la stagione di cricket per la sua vicinanza con la stazione di Lord's e con lo stadio del Lord's Cricket Ground.

## Chiusura
Verso la metà degli anni trenta la Metropolitan Line soffriva di congestione, soprattutto nel tratto meridionale della linea, dove le diverse diramazioni condividevano il collo di bottiglia del tratto fra Baker Street e Finchley Road. Per combattere la congestione venne costruito un tunnel di profondità che collegava direttamente Finchley Road con le piattaforme di Baker Street sulla linea Bakerloo. Il 20 novembre 1939 tutta la diramazione verso Stanmore iniziò a essere servita dalla Bakerloo. Tutte le stazioni sul tratto della Metropolitan Line fra Baker Street e Finchley Road chiusero quando fu aperta una nuova stazione, St John's Wood, sulla Bakerloo.

## La stazione oggi
La stazione oggi è utilizzata solamente come uscita d'emergenza. È accessibile da una porta che si affaccia su Finchley Road. L'edificio di superficie venne affittato negli anni settanta ad un ristorante cinese, chiuso nel 2008, ed è stato attualmente convertito in una sottostazione elettrica.
Dopo essere entrati c'è una scalinata che conduce alle piattaforme, che sono ancora parzialmente intatte e sono diventate il luogo di pratica di alcuni artisti di strada locali.